# أحمد شفيق باشا
أحمد بن شفيق باشا (18 مايو 1860 - 17 أكتوبر 1940) مؤرخ سياسي مصري. ولد في القاهرة ودرس أولًا في الكتّاب، ثم تلقى علومه بمدرسه المبتديان والقبة. تنقل في عدة الوظائف الحكومية حتى سافر في بعثة إلى فرنسا وتخرج بمدرسة العلوم السياسية وكلية الحقوق بباريس 1889. وبعد عودته عين وكيلًا للجامعة المصرية الأهلية ثم ولي رئاسة الديوان الخديوي في عهد عباس حلمي الثاني ومديراً لديوان الأوقاف الأهلية في 1910. استقال بعد عزل الخديو سنة 1914، واهتم بالتاريخ السياسي، وكتب عن الأحداث السياسية التي مرت بها الخديوية المصرية، وكذلك دوّن مذكرّاته. له عدة مؤلفات شهيرة، منها «حوليات مصر السياسية» في عشرة أجزاء، وهي موسوعة سياسية.

## سيرته
ولد أحمد شفيق باشا حسن موسى يوم 28 شوال 1276/ 18 مايو 1860 في شارع اللبودية قرب السيدة زينب بالقاهرة ونشأ بها. درس أولًا بالكتاب حيث حفظ القرآن، ثم تلقى علومه بمدرسه المبتديان والقبة، وبعد تخرّجه عيّن مدرّسًا بمدرسة القبة، ثم صار يتنقل في الوظائف الحكومية منها كاتب ثاني تركي بالدفترخانة، وعمل بالمجلس الخصوصي بنظارة الداخلية، وعيّن مبيض بقلم إفرنجي سنة 1880. وفي يوليو 1885 سافر في بعثة إلى فرنسا والتحق بمدرسة العلوم السياسية وكلية الحقوق بجامعة باريس حتى نال الكفاءة عام 1889، وبعد تخرجه عاد إلى وطنه.

اشترك بعد الحرب العالمية الأولى في معالجة القضايا الشرقية والعربية والسياسية، وتأسيس الرابطة الشرقية، وكان من كبار أعضائها. عمل بعد عودته من فرنسا وكيلًا للجامعة المصرية الأهلية، ثم رئيس ديوان الخديوي في عهد عباس حلمي الثاني، ثم رئيساً لقلم الترجمة عام 1905، وظل بهذا المنصب حتى صدر أمر بتعينه مديراً لديوان الأوقاف الأهلية في 26 مارس 1910.

استقال بعد عزل الخديو سنة 1914 ورافقه إلى إسطنبول حتى 1921، ثم عاد إلى مصر وتفرغ للكتابة، واشتغل بالتاريخ، وله مؤلفات ومذكرات تاريخية عن مصر والحرب العالمية الأولى. وتعاقد مع «الأهرام» في بداية 1927 علي نشر جزء من مذكراته عن الخديوي السابق عباس حلمي الثاني والحرب العظمي.

توفي يوم 16 رمضان 1359/ 17 أكتوبر 1940 بالقاهرة.

## مؤلفاته
من مؤلفاته:
- «حوليات مصر السياسية»: عشرة أجزاء، وهي موسوعة سياسية، جمعت الحوادث والوثائق والخطب والمحادثات وتاريخ الأحزاب المصرية، ورؤساء الوزارات، ونقد أعمالهم.
- «مذكراتي في نصف قرن»، أربعة أجزاء
- «أعمالي بعد مذكراتي»
- «الرق في الإسلام»، ألفه بالفرنسية وأعاد طبعه في 1937 وترجمه إلى العربية أحمد زكي باشا.
- «قناة السويس مفخرة القرن التاسع عشر»
- «مصر الحديثة والنفوذ الأجنبي بها»، بالفرنسية عام 1931
- «نقطة الشعور القومي»

## وصلات خارجية
- أحمد شفيق على موقع أرشيف الشارخ.